# Laona pruinosa
Laona pruinosa is een slakkensoort uit de familie van de Philinidae. De wetenschappelijke naam van de soort is voor het eerst geldig gepubliceerd in 1827 door Clark W..